# Barnstaple Challenger 2007
Il Barnstaple Challenger 2007 è stato un torneo di tennis facente parte della categoria ATP Challenger Series nell'ambito dell'ATP Challenger Series 2007. Il torneo si è giocato a Barnstaple in Gran Bretagna dal 22 al 28 ottobre 2007 su campi in cemento indoor.

## Vincitori

### Singolare
Jérémy Chardy ha battuto in finale  Stéphane Bohli con il punteggio di 7–6(4), 6(1)–7, 7–5

### Doppio
Frederik Nielsen /  Aisam-ul-Haq Qureshi hanno battuto in finale  Jasper Smit /  Martijn van Haasteren con il punteggio di 6–2, 6(4)–7, [10-2]